# Wolfgang Abendroth
Wolfgang Abendroth (Elberfeld, 2. svibnja 1906. – Frankfurt na Majni, 15. rujna 1985.), 
njemački pravnik i filozof socijalističkog usmjerenja. 
Nakon bijega iz Istočne Njemačke, zbog neslaganja sa Staljinovom vizijom uređenja društva, profesor u Marburgu. Odigrao značajnu ulogu u konstituiranju političkog i pravnog sustava poslijeratne Njemačke.